# Cantique des créatures
Le Cantique des créatures  (en latin Laudes Creaturarum, connu aussi sous le nom italien de Cantico di Frate Sole ou Cantique de frère Soleil en français), est un chant religieux composé par saint François d'Assise au début du XIIIe siècle. Il a été écrit en dialecte italien de l'Ombrie, mais a depuis été traduit dans de nombreuses langues. On pense qu'il figure parmi les premières œuvres de littérature écrite en italien moderne, si ce n'est la première. La musique d'origine est perdue.
Le cantique commence par les mots « Laudato si' », qui ont été repris en 2015 dans le titre de l'encyclique Laudato si' du pape François « sur la sauvegarde de la maison commune » (c'est-à-dire la sauvegarde de la Création), saint François d'Assise étant pour le Saint-Père « l’exemple par excellence de la protection de ce qui est faible et d'une écologie intégrale ».

## Le texte
À la différence d'autres chants religieux de cette époque, le Cantique des Créatures fait preuve d'une certaine innocence dans sa prière à Dieu, en Le remerciant pour des créations telles que « Frère Feu » et « Sœur Eau ». C'est une affirmation de la théologie personnelle de François, lorsqu'il se réfère souvent aux animaux comme à des frères et des sœurs de l'humanité, alors qu'il rejetait le matérialisme, l'avidité et l'avarice en faveur de « Mère Pauvreté » (qu'il considérait comme étant son épouse), et même appelait son propre corps physique « Frère âne ».
Il semble que saint François ait composé la plus grande partie du cantique à la fin de l'année 1224, alors qu'il se trouvait dans la chapelle Saint-Damien adjacente à la première fondation de l'Ordre des pauvres dames (Clarisses) alors sous la direction de sainte Claire. Selon la tradition, la première fois qu'il fut chanté en entier, ce fut par François et les frères Ange et Léon, deux de ses premiers compagnons, sur le lit de mort de François, le vers final priant « Sœur Mort » ayant été ajouté quelques minutes avant.
Historiquement, le Cantique des Créatures est mentionné pour la première fois dans la Vita Prima rédigée par Tommaso da Celano (Thomas de Celano) en 1228. Gustaw Herling — considérant, dans son Journal écrit la nuit (1er février 1984), que le Cantico di frate Sole « pourrait receler une réponse « non polémique » à De contemptu mundi du pape Innocent III, que d'ailleurs François aimait et vénérait » — note que l'« on peut légitimement affirmer que le cantique est un hymne à la gloire de la Lumière du Jour au seuil de la nuit la plus longue, celle où l'on s'en sépare pour toujours ».
Avec l'aggravation de la crise environnementale, l'apport de ce texte à la pensée écologique a pu être mis en lumière. 

## Mises en musique auXXesiècle
En 1919, le compositeur anglais d'hymnes William Henry Draper (en) publie, dans un recueil de cantiques, l'hymne All Creatures of Our God and King, dont les paroles sont inspirées directement du Cantique des créatures, et la musique reprend partiellement le cantique allemand Laßt uns erfreuen (en), composé en 1623 et attribué à Friedrich Spee von Langenfeld.
Raymond Petit a composé une pièce intitulée Cantico al Sole. 
Au XXe siècle, le Cantique des créatures devient une pièce musicale de la compositrice russe Sofia Goubaïdoulina, dédiée au violoncelliste Mstislav Rostropovitch pour son soixante-dixième anniversaire.
Sofia Goubaïdoulina donne le plan suivant pour les sections officielles :
1. Glorification du Créateur, et de ses Créations - le soleil et la lune
2. Glorification du Créateur, le créateur des quatre éléments : air, eau, feu et terre
3. Glorification de la vie
4. Glorification de la mort.

Bien qu'elle note que l'« abandon » par les violoncelles de leur instrument divise en réalité la pièce en deux.
On utilise une harmonie en jouant sur la corde do, après laquelle le violoncelliste joue sur la corde vers la note la plus basse possible de l'instrument. Le violoncelliste repose ensuite l'instrument, jouant sur une grosse caisse, puis sur un flexatone, avant de revenir au violoncelle.
La pièce a été enregistrée et publiée sur :
- Le Cantique au soleil (1997), exécuté par le violoncelliste et chef d'orchestre Mstislav Rostropovitch et London Voices dirigés par Ryusuke Numajiri,
- et Musique pour flûte, cordes, et percussion (1994), exécuté par le flûtiste Emmanuel Pahud et le London Symphony Orchestra dirigé par Rostropovitch.

Sofia Goubaïdoulina était présente lors de l'enregistrement des deux pièces.
Le compositeur suisse Hermann Suter a composé en 1923 un oratorio pour solistes, chœurs et orchestre, op. 25 : Le Laudi di San Francesco d'Assisi, cantico del sol, basé sur le texte de ce cantique.
On a employé une interprétation moderne dans la biographie musicale de saint François, Frère Soleil, Sœur Lune.

## Citation
« Laudato sie, mi signore, cum tucte le tue creature,

spetialmente messer lo frate sole,

loquale iorni et allumini noi per lui. »
« Sois loué, mon Seigneur, avec toutes tes créatures,

spécialement pour messire le Frère Soleil,

Qui apporte le jour et à travers qui Tu nous donnes la lumière. »